# Mike Flanagan (militare)
Mike Flanagan (in ebraico מייק פלנגן) (Foxford, 15 maggio 1926 – 26 gennaio 2014) è stato un militare irlandese naturalizzato israeliano, noto per aver coadiuvato la formazione delle forze armate israeliane.

## Biografia
Nato a Foxford, nella contea di Mayo, Flanagan prestò servizio nell'esercito britannico durante la seconda guerra mondiale, partecipando alla liberazione del campo di concentramento di Bergen-Belsen.
Dopo la guerra, Flanagan fu inviato di stanza nel mandato britannico della Palestina. Simpatizzante con la nascente nazione di Israele, il 29 giugno 1948 Flanagan, insieme al suo comandante Harry McDonald, rubò all'esercito britannico due carri armati Cromwell, consegnandoli alle forze israeliane a Tel Aviv. Questi ultimi divennero di importanza cruciale per il neonato corpo corazzato israeliano: per tali ragioni, Flanagan è considerato uno dei più conosciuti disertori dell'esercito britannico in Palestina.
Flanagan successivamente si convertì all'ebraismo, adottò il nome ebraico di Michael Peleg e sposò Ruth Levy, che aveva incontrato durante il servizio militare. Vissero in Israele, nel kibbutz Sha'ar Ha'amakim. Dopo il suo ritiro dall'Haganah e la morte di sua moglie, Flanagan emigrò in Canada, dove morì nel 2014.
È stato insignito postumo della medaglia al valore da parte del Simon Wiesenthal Center.